# Le Danseur du dessus
Pour plus de détails, voir Fiche technique et Distribution.

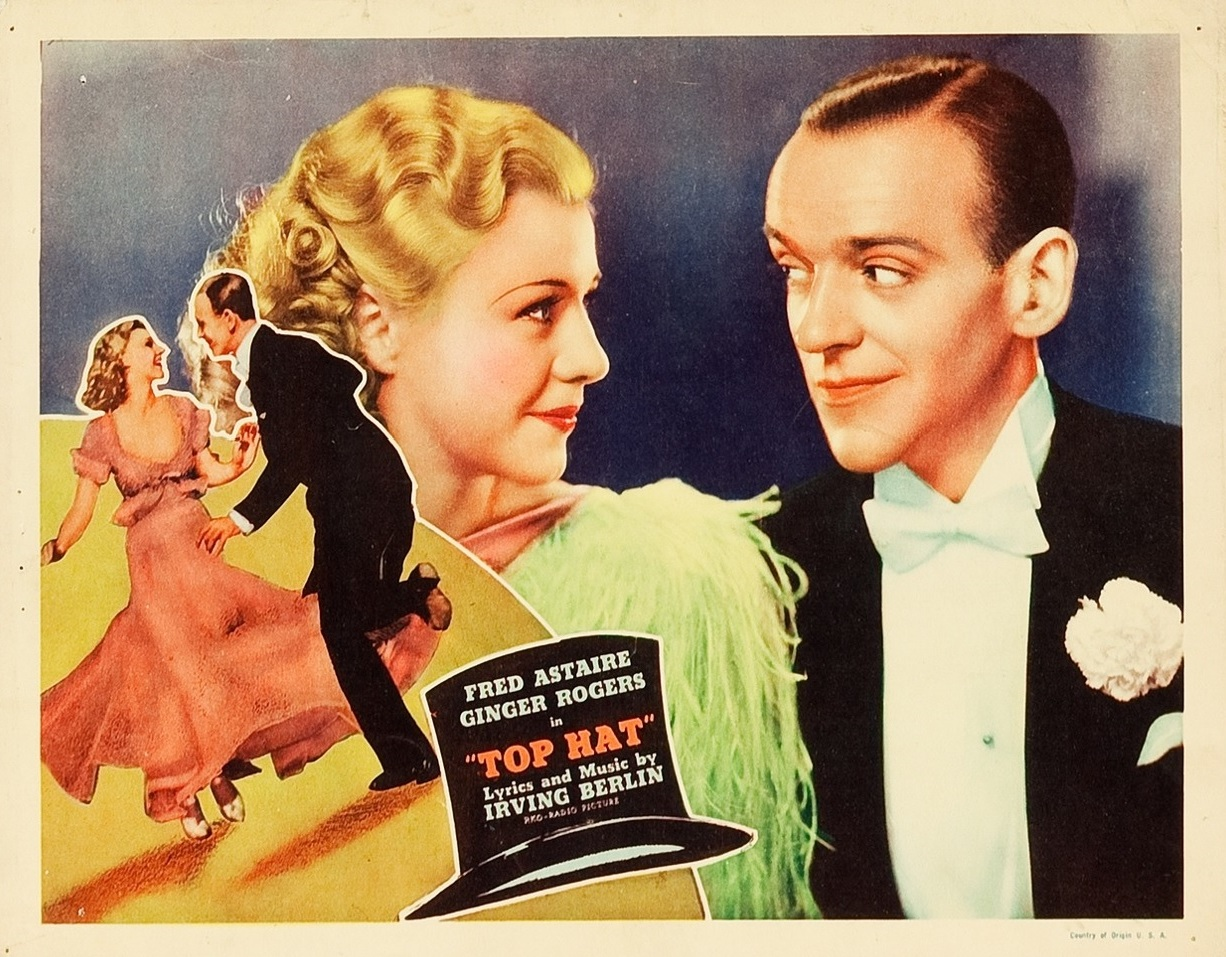
Ginger Rogers et Fred Astaire

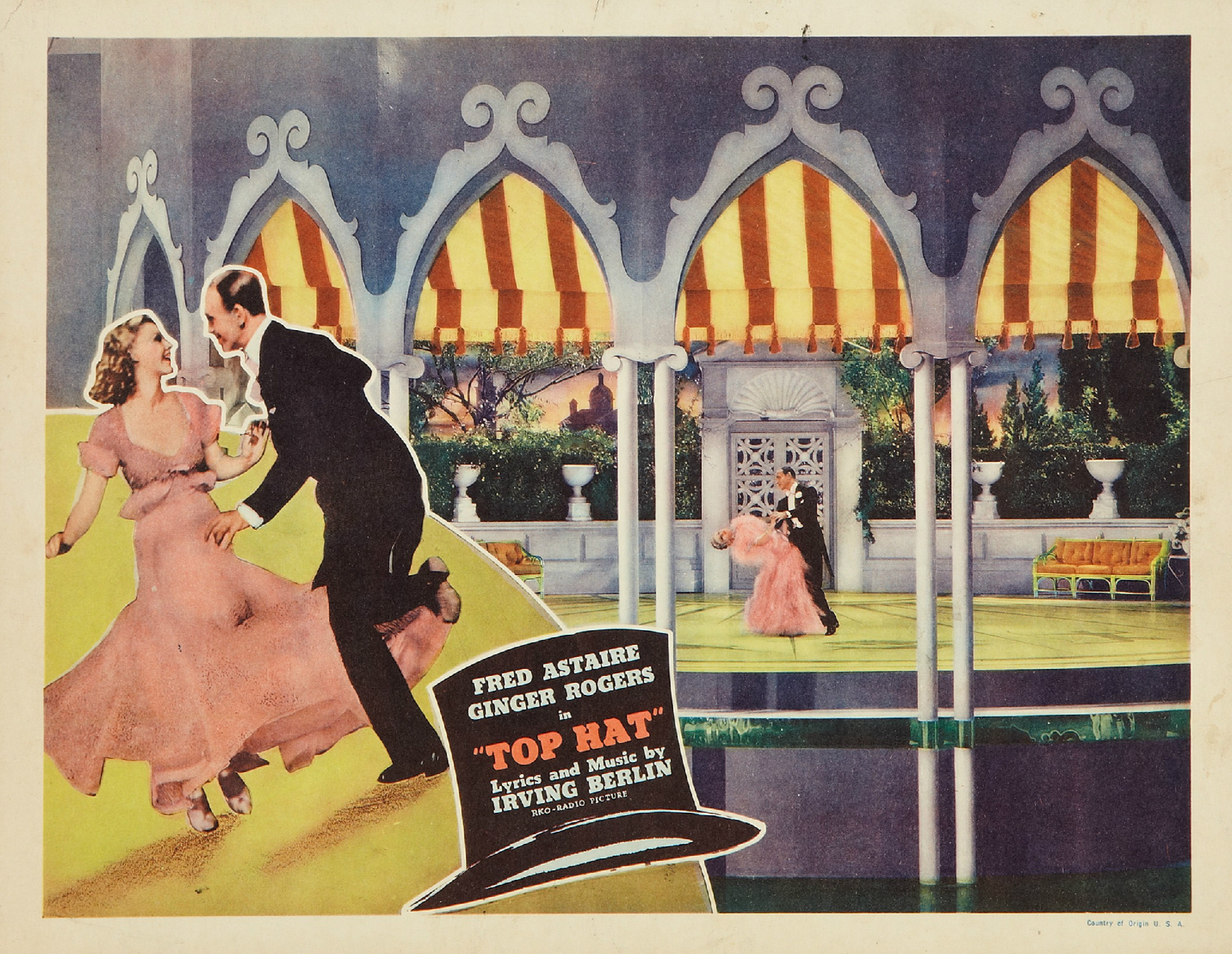
Ginger Rogers et Fred Astaire

Le Danseur du dessus (Top Hat) est un film musical américain réalisé par Mark Sandrich, sorti en 1935.

## Synopsis
Horace Hardwick (Edward Everett Horton) est sur le point de produire un nouveau spectacle musical avec pour vedette le danseur américain Jerry Travers (Fred Astaire). Celui-ci se livre à un petit numéro de claquettes dans sa chambre d’hôtel et réveille la belle Dale Tremont (Ginger Rogers) dormant dans la chambre du dessous. Furieuse, elle vient frapper à sa porte bien décidée à faire cesser ce tapage nocturne, mais ils tombent sous le charme l’un de l’autre. Après l’accueil triomphal de la première, les principaux participants s’envolent pour Venise. S’ensuit toute une série de quiproquos amoureux ponctués de numéros de danse jusqu’à la scène finale explicative où se retrouvent les danseurs pour un dernier ballet.

## Fiche technique
- Titre : Le Danseur du dessus
- Titre original : Top Hat
- Réalisation : Mark Sandrich
- Scénario : Dwight Taylor et Allan Scott
- Photographie : David Abel
- Montage : William Hamilton
- Musique : Irving Berlin, Max Steiner
- Direction artistique : Van Nest Polglase et Carroll Clark (associé)
- Décors : Thomas K. Little
- Costumes : Bernard Newman (robes)
- Chorégraphie : Hermes Pan
- Producteur : Pandro S. Berman
- Société de production : RKO Pictures
- Société de distribution : RKO Pictures
- Budget : 609 000 $
- Pays d'origine :  États-Unis
- Langue : anglais
- Format : Noir et blanc — 35 mm — 1,37:1 — Son : Mono
- Genre : film musical, comédie loufoque
- Durée : 81 minutes puis 101 minutes en version restaurée (Version Française 82 minutes)
- Dates de sortie : 
  - États-Unis : 30 août 1935 (première à New York)
  - États-Unis : 6 septembre 1935 (sortie nationale)
  - France : 4 mars 1936

## Distribution
- Fred Astaire (VF : Henri Ebstein) : Jerry Travers
- Ginger Rogers (VF : Lita Recio) : Dale Tremont
- Edward Everett Horton : Horace Hardwick
- Erik Rhodes : Alberto Beddini
- Eric Blore : Bates
- Helen Broderick : Madge Hardwick

Acteurs non crédités :
- Lucille Ball : La fleuriste
- Gino Corrado : Le directeur de l'hôtel à Venise
- Leonard Mudie : Le fleuriste
- Tom Ricketts : Le serveur du club Thackeray
- Oliver Hardy : Un danseur de claquettes (30sc)

## À noter
- Le scénario est construit sur le schéma de La Joyeuse Divorcée (The Gay Divorcee) et renvoie à un monde raffiné fait de happy few.
- Le film demeure célèbre par son décor avec, notamment, la reconstitution de Venise en carton pâte. En effet les décors sont stylisés à l’extrême, avec de somptueux appartements tout en satin blanc, noir et blanc brillant et contrasté, tout concourt à célébrer Venise et son atmosphère de rêve.
- Dans ce film, Fred Astaire perfectionne son personnage de danseur aérien que rien ne semble pouvoir arrêter, grâce aux chorégraphies de Hermes Pan permettant de passer de l’action aux numéros dansés sans aucune rupture de rythme.
- Irving Berlin composa une mélodie adaptée aux pas du couple Astaire-Rogers, au fur et à mesure de l’écriture du scénario.

## Dans la culture populaire
- À la fin du film La Rose pourpre du Caire (1985) de Woody Allen, l'héroïne regarde ce film au cinéma.
- Un extrait de ce film est projeté au personnage John Coffey dans le film La Ligne verte (1999).
- Un autre extrait apparaît dans le film Le Nouveau Stagiaire (2015) avec Robert de Niro et Anne Hathaway.

## Récompenses et distinctions

### Nominations
- Quatre nominations aux Oscars :
  - meilleur film ;
  - meilleurs décors ;
  - meilleure chanson (Cheek to Cheek) ;
  - meilleure chorégraphie.
- En 2004, la chanson Cheek to Cheek a été classée à la 15e place du classement AFI's 100 Years... 100 Songs des 100 meilleures chansons de films.